# 第一代戈德里奇子爵F·J·羅賓遜
第一代里彭伯爵弗雷德里克·約翰·羅賓遜，PC（Frederick John Robinson, 1st Earl of Ripon，1782年11月1日—1859年1月28日），英国政治家，曾任英国首相，出生后至1827年，称为F·J·罗宾逊阁下（The Hon. F. J. Robinson），1827年至1833年间称为戈德里奇子爵（The Viscount Goderich）。
羅賓遜生于土地贵族家庭，依靠家族关系进入政坛。进入下议院后，他出任过几个初级职位。最终，罗宾逊在1818年进入内阁，担任贸易委员会主席。1823年，罗宾逊获任为财政大臣，任期为时四年。1827年，他获封为里彭伯爵，进入上议院，出任上议院领袖、陆军及殖民地大臣。
1827年，首相喬治·坎寧逝世，罗宾逊接替他，成为首相，但联合内阁意见分歧严重，迫使他在上任144日后，辞职下台。此后，他还在两届政府中，担任过大臣。

## 生平

### 早年

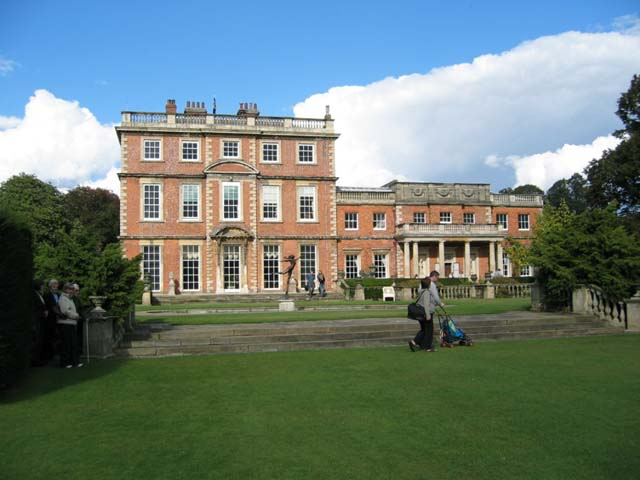
罗宾逊出生地纽比堂。

罗宾逊生于约克郡斯凯尔顿-温-尤尔的纽比堂（Newby Hall，今属北约克郡），父亲是第二代格拉汉姆勳爵（2nd Lord Grantham），母亲是格拉汉姆勳爵夫人·玛丽（Mary , Lady Grantham），外祖父是第二代哈德威克伯爵（2nd Earl of Hardwicke），在家中排行第二。起初，罗宾逊受教于一间位于森伯里（Sunbury）的预备学校。到了1796年，他转到哈罗公学就读，并于后来进入剑桥大学圣约翰学院深造。他深造期间，小威廉·皮特是剑桥大学选区的代表议员。罗宾逊在大学时，修读古典文学，曾经赢得威廉·布朗爵士奖（Sir William Browne's Medal）。自大学毕业后，他进入林肯律師學院，却没有取得律师资格，因为他不打算从事法律工作。

### 初级职位
罗宾逊依靠家族关系，进入政坛。1804年，他母亲的堂兄，爱尔兰郡尉菲利普·约克任命他为自己的私人秘书。两年后，约克安排他进入下院，代表口袋选区卡洛。1807年，罗宾逊让出之前的席位，在里彭参加下院议员选举胜出。
罗宾逊初入下院时，时任首相波特兰公爵曾邀请他担任一个初级职位，他起初为了尊重反感首相的舅父婉拒了首相。但是，他最后还是接受了外交大臣喬治·坎寧的任命。罗宾逊担任彭布罗克勋爵的秘书，出使威尼斯，巩固英奥的新盟约。他们最终无功而返，但罗宾逊的声誉并未因此受损，正如传记作家E·罗伊斯顿·匹克所言：“作为一忠实的托利党人，他曾获任为多届政府的初级官员。”他的政治思想，深受坎寧影响，后来却成为了坎寧的政敌，首相卡苏里子爵的追隨者。卡苏里子爵在1809年5月任命他為陆军部常务次官。同年10月，卡苏里辞去首相一职，而不愿在新政府中任职的罗宾逊，也一同辞去政府职务。1810年6月，他加入海军委员会，担任委员会成员。1812年，罗宾逊获任为枢密院顾问官。
1814年，罗宾逊娶第四代白金汉郡伯爵之女莎拉·荷巴特女爵为妻。他的妻子，与卡苏里子爵，有姻亲关系。两人育有三名子女，只有一名较为年长。
罗宾逊在利物浦伯爵政府中，曾经出任副贸易委员会主席，与军队主计长两个职位。他协助政府引入谷物法。这个法令是典型的保护主义法令，对进口谷物课税。谷物法通过后，小麦价格被人为地推高，使得地主阶层获益，劳工阶层受损。愤怒的市民在议会审议谷物法草案时，多次袭击议会大厦。在一次暴力事件中，议会大厦外的栏杆被市民拆毁，前门被砸开，藏画被撕烂，室内的桌椅也被掷出窗外。在另一次类似事件中，暴徒开枪射人，一死一伤。在向下院形容这些恶行时，罗宾逊情不自禁地流下眼泪。传记作家P·J·尤普写道：“他在压力下的表现，让他得到了他的第一个外号。”

### 内阁大臣

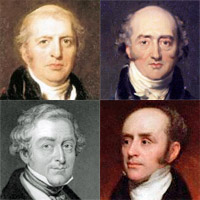
罗宾逊曾在以下首相领导的政府中，担任内阁阁员：利物浦勋爵，喬治·坎寧，格雷勋爵，及罗伯特·皮尔。

1818年，罗宾逊获任为贸易委员会主席及海军主计长（Treasurer of the Navy），加入利物浦内阁。1823年，他接替尼古拉斯·范西塔特为财政大臣。
罗宾逊的财相任期，为时四年，人们普遍认为，他在这个职位上，做得不差。金融秩序良好，在他担任财相的头三年里，政府年年都有盈余。罗宾逊因此减轻税赋，投资文化艺术事业。历史学家尤普写道：“这些成就，加上他对天主教解放、废除奴隶制的支持，使得人们视他为政府中最亲近自由主义的官员，他也因此获得了另外两个外号“Prosperity Robinson”与“Goody”。财相任期末年，他遇上了伦敦银行Pole Thornton and Co.倒闭引发的银行挤兑事件，不过，他并未因此受到批评，但是，他却因为事后未全力补救，而受到猛烈批评。
此后，罗宾逊请求首相利物浦勋爵改组内阁，让他担任其他职位。但利物浦勋爵，还未改组内阁，就因病辞职下台了。1827年1月，他获封为戈德里奇子爵，升入上议院。罗宾逊的母系祖先，也持有过相同头衔。利物浦勋爵的首相职位，由坎寧接替。这个人事变动，导致当时的政治格局，发生了很大变化。托利党因为对天主教解放的态度不一，分裂为四个派系。罗宾逊属于温和派，愿意支持坎寧。而威灵顿公爵、罗伯特·皮尔所领导的保守派系，则反对天主教解放。而最极端的派系，则反对任何形式的自由化改革。威灵顿公爵与皮尔都拒绝在新政府中任职。有一半的托利党成员，都反对坎寧，他唯有寻求辉格党支持。坎寧任命罗宾逊为上议院领袖与陆军及殖民地大臣。因为罗宾逊接受了坎寧的任命，所以，上议院反坎寧托利党人，都集中火力攻击他，承受了不小压力。政府引入的新谷物法，被威灵顿公爵领导的派系否决。

### 首相

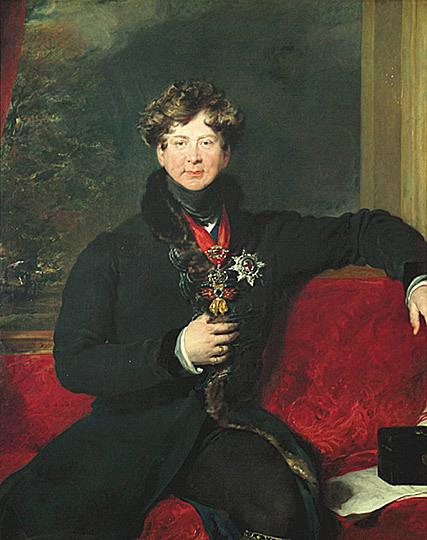
喬治四世

自1827年以来，坎寧的健康逐渐恶化，他最终在8月8日病逝。一个重要的辉格党人说道：“上帝不在我们那一边。他在托利党那一边，我恐怕国王也在托利党那一边，我的猜测如果属实，情形会更加恶劣。”乔治四世虽然亲近托利党人，但仍不能原谅托利党的两大人物 - “背叛”过他的威灵顿公爵与罗伯特·皮尔爵士在坎寧政府中担任阁员。坎寧病逝后，乔治四世传召罗宾逊与内政大臣威廉·伯恩入温莎堡，任命前者为新一任首相。
罗宾逊上任后，与辉格党组成联合政府。国王与辉格党，提出互相冲突的要求，令他陷入困境。国王认为，政府中的辉格党人太多了，居然把持了三个内阁级职位。而辉格党人则竭力要求担任荷兰勋爵出任外交大臣，使得内阁内的辉格党人，增加到四个。罗宾逊没能满足双方，使得双方都十分不满。辉格党领袖乔治·蒂尔尼谈及党内对罗宾逊的不满：“他们认为，戈德里奇在处理这件事情时的表现十分恶劣，所以他们对他没有信心。他们相信，他并不怀疑他口是心非，知道他有诚信，但他处理这些事务时的表现，已经显示出他没法应对这种情形。”不久后，在罗宾逊任命财政大臣时，类似的争端又再重演。国王对他极为不满，甚至称他“一个该死的、流着鼻涕的、哭哭啼啼的傻瓜。”
威灵顿与党内极端势力，日渐疏远。1828年1月，乔治四世决定结束联合政府，以托利党政府取而代之，由威灵顿接替罗宾逊。在罗宾逊晉见国王时，他已经写好了辞职信，但他最终没有呈交辞职信。罗宾逊说，他的政府出于崩溃状态。国王随后传召威灵顿入温莎堡，任命他为新一任首相。据说罗宾逊晉见国王时，留下了眼泪，而后者则递给他一块手巾擦眼泪。不过他在卸任后表现得很快乐，能够在夜间入睡，与他人正常地谈话。他的任期只持续了144日，时至2022年是英国历史上任期第三短的首相。

### 晚年

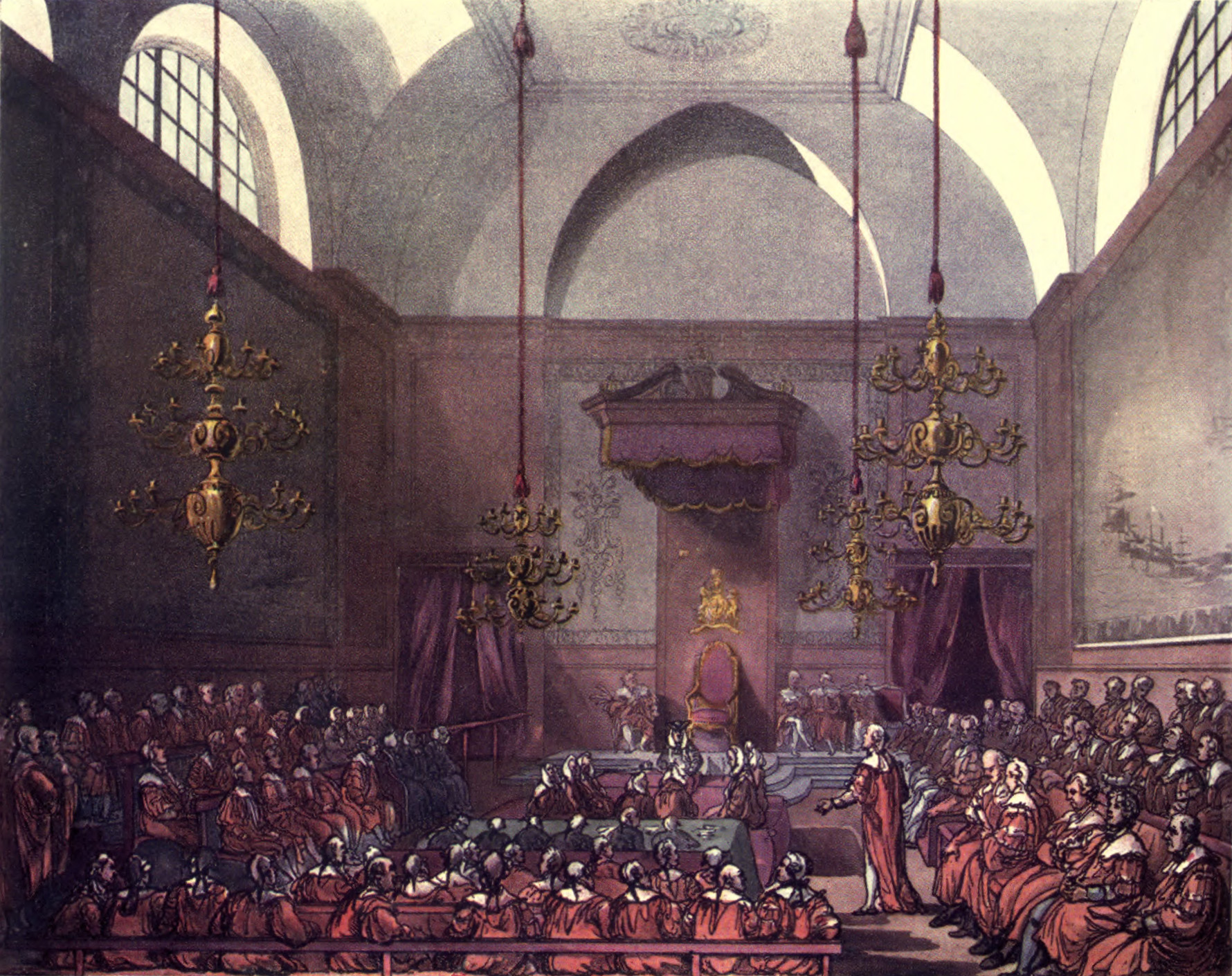
19世纪初上议院。

1830年，罗宾逊转投辉格党，加入格雷勋爵内阁，担任殖民地大臣。他强烈反对奴隶贸易，致力于解放大英帝国境内的奴隶。后来，斯坦利勋爵继续了他在这方面的工作。
1833年，罗宾逊获封为里彭伯爵。他本想获颁嘉德勋章，却没有如愿。同年，他辞去殖民地大臣一职，改为担任掌璽大臣。1834年，罗宾逊认为，辉格党威胁到爱尔兰国教会的地位，退出辉格党。
1841年至1843年间，罗宾逊在罗伯特·皮尔爵士领导的政府中，担任贸易委员会主席。1843年，他改为担任管理委员会主席。

## 注脚
1. ↑  Wilbur Devereux Jones, p. 4
2. ↑  Jones, p. 8
3. 1 2 3 4 5 6 7 8 9 10 11 12 13 14 15 16  Jupp, P. J. "Robinson, Frederick John, first Viscount Goderich and first earl of Ripon (1782–1859)" （页面存档备份，存于）', Oxford Dictionary of National Biography, Oxford University Press, 2004; online edition, May 2009, accessed 9 March 2012
4. ↑  Jones, p. 9
5. ↑  Jones, p. 11
6. ↑  Jones, p. 14
7. ↑  Jones, p. 17
8. ↑  Jones, p. 18
9. 1 2  Pike, p. 176
10. ↑  . 倫敦憲報. 11 August 1812: 1579.
11. ↑  Jones, pp. 34 and 65
12. ↑  Dallas, p. 304
13. ↑  Dallas, p. 306
14. ↑  Dallas, p. 307
15. ↑  Jones, pp. 101 and 103; and ODNB
16. ↑  Jones, p. 115
17. ↑  Gash, Norman, "Jenkinson, Robert Banks, second earl of Liverpool (1770–1828)", Oxford Dictionary of National Biography, Oxford University Press, 2004; online edition, January 2008, accessed 13 March 2012
18. ↑  . 倫敦憲報. 27 April 1827: 937.
19. ↑  Peerage & Baronetage of Great Britain & Ireland (Henry Colburn, 1839), p. 878.
20. ↑  Beales, Derek, "Canning, George (1770–1827)", Oxford Dictionary of National Biography, Oxford University Press, 2004; online edition, January 2008, accessed 13 March 2012
21. 1 2 3 4 5  Aspinall, A. "The Coalition Ministries of 1827 (Continued)" （页面存档备份，存于）, The English Historical Review, Vol. 42, No. 168 (October 1927), pp. 533–559
22. ↑  "The Institution of Prime Minister" （页面存档备份，存于）, British Prime Minister's Office, accessed 13 March 2012
23. ↑  Ziegler, p. 96
24. ↑  Ziegler, p. 97
25. ↑  Hogg, Richard. "Shortest serving leaders – The Tories" （页面存档备份，存于）, The Times, 31 October 2002, p. 6
26. ↑  Jones, p. 222
27. ↑  . 倫敦憲報. 12 April 1833: 705.
28. 1 2  Pike, p. 177

| 前任： 喬治·坎寧 | 联合王国首相 1827-1828 | 繼任： 威灵顿公爵  |
| 前任： 新创设    | 里彭伯爵               | 繼任： 乔治·罗宾逊 |